# Боље да носим кратку косу
"Боље да носим кратку косу" је други сингл српског панк рок бенда Пекиншка патка. Песма, која има статус химне у бившим југословенским републикама, са Б страном, појавила се на деби албуму групе Плитка поезија. Песма се појавила и на култној компилацији разних извођача Сви марш на плес!.

## Списак песама
Обе нумере су написали Небојша Чонкић и Сретен Ковачевић.
- "Боље да носим кратку косу" (2:30)
- " Ори, ори " (1:56)

## Препеви
- Српски панк бенд Atheist Rap снимио је обраду песме као део микса обрада Пекиншке патке под називом "Плитка поезија".